# Euphorbia restituta
Euphorbia restituta N.E.Br. es una especie de fanerógama perteneciente a la familia de las euforbiáceas. Es nativa de Sudáfrica en la Provincia del Cabo.

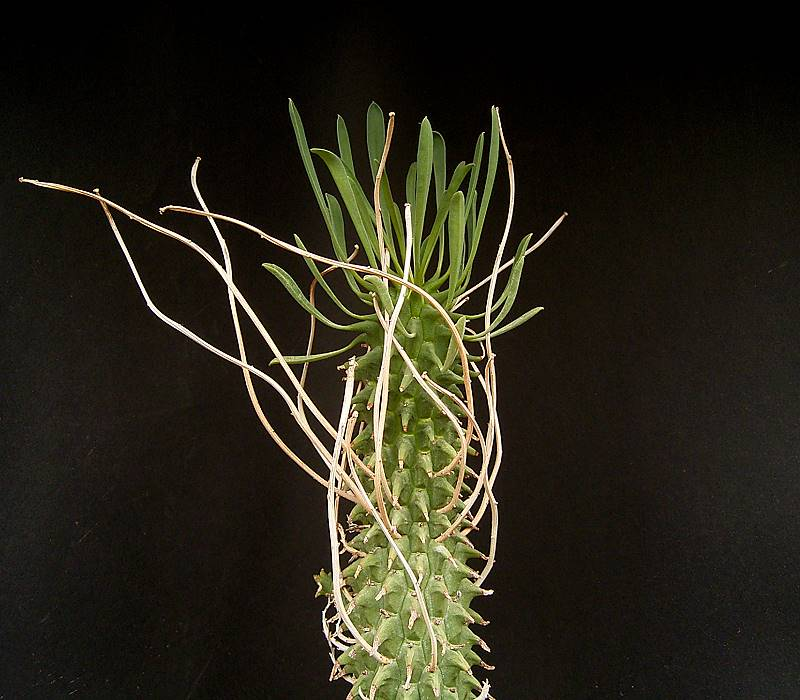
Detalle de la planta

## Descripción
Se trata de una planta suculenta perennifolia, arbusto enano con un tamaño  0.05 - 0.15 m  de altura, con la inflorescencia en ciatio.

## Taxonomía
Euphorbia restituta fue descrita por N.E.Br. y publicado en Flora Capensis 5(2): 339. 1915.
Etimología
Euphorbia: nombre genérico que deriva del médico griego del rey Juba II de Mauritania (52 a 50 a. C. - 23), Euphorbus, en su honor – o en alusión a su gran vientre –  ya que usaba médicamente Euphorbia resinifera. En 1753 Carlos Linneo asignó el nombre a todo el género.
restituta: epíteto latino 
Sinonimia
- Euphorbia graveolens N.E.Br. in W.H.Harvey & auct. suc. (eds.) (1915).[5][6]